# Enfrentamientos del 22 y 23 de julio de 1968
Los enfrentamientos del 22 y 23 de julio de 1968 fueron una serie de conflictos ocurridos en la Ciudad de México entre estudiantes de diversas escuelas, universidades públicas y privadas y las fuerzas policíacas y militares de México. Dichos enfrentamientos son considerados por las obras de investigación al respecto y los medios de comunicación de la época y contemporáneos como la causa que detonó el Movimiento estudiantil de 1968 en ese país. Investigaciones posteriores de la fiscalía mexicana sobre dichos enfrentamientos determinaron que fueron provocados intencionalmente por grupos externos al estudiantado por algún interés político para trastornar el ambiente.

## Antecedentes

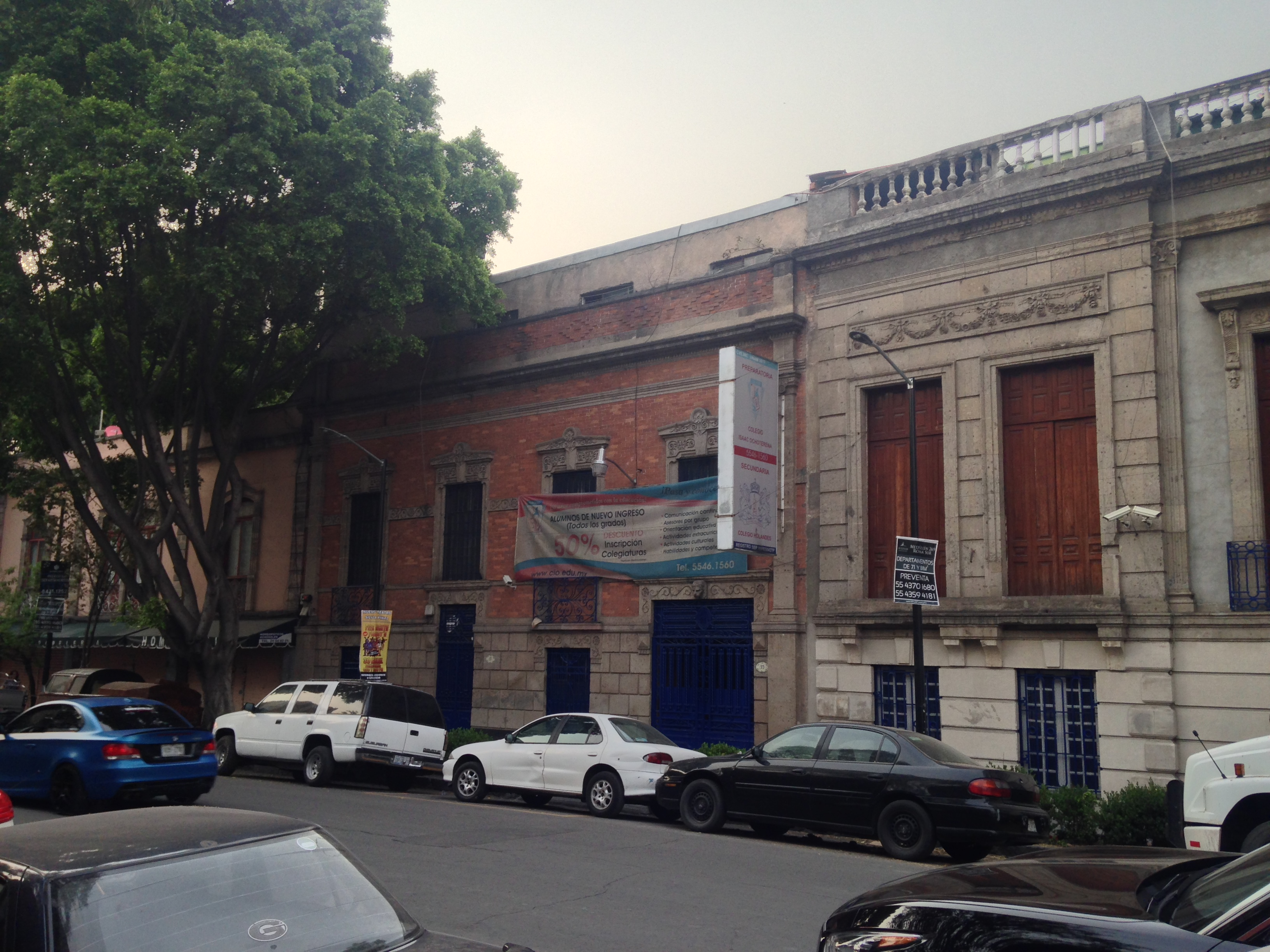
Fachada de la Preparatoria Isaac Ochoterena, 2017.

Uno de los métodos de control usados por el Estado Mexicano como forma de autoritarismo y represión a movimientos estudiantiles de distinta índole fue la infiltración de agentes en escuelas y organizaciones estudiantiles que no respondían a los intereses de otras consolidadas y/o alineadas a los gubernamentales o que tenían ideologías de izquierda —con mayor notoriedad las comunistas—. Asimismo crearon y patrocinaron grupos de choque paramilitar que fueron denominados porros debido a que tanto en el Instituto Politécnico Nacional (IPN) como en la Universidad Nacional Autónoma de México (UNAM) se formaron a partir de ciertos integrantes de porristas de los equipos de futbol americano universitario reclutados como golpeadores que hostigaban, perseguían y reprimían a estudiantes y organizaciones opositoras al estado mexicano.
Líderes de estas organizaciones pertenecieron a la nómina del entonces Departamento del Distrito Federal (hoy Gobierno de la Ciudad de México, alcaldía de la capital mexicana) como Mario Romero Ramírez El Fish quien tuvo distintos cargos en esa dependencia y respondía a los órdenes del militar Manuel Díaz Escobar, a la postre creador del grupo paramilitar Los Halcones. Romero contaba con un grupo de espías que vendía información tanto al DDF como a la Dirección Federal de Seguridad (DFS). La UNAM tenía relación y contacto con dicho personal del DDF para la tolerancia y la permisión de la violencia ejercida por dichos grupos porriles en sus instalaciones, por ejemplo, la disolución violenta del paro de 24 horas en la Facultad de Filosofía y Letras de la UNAM el 17 de abril de 1964.
La infiltración de personas al interior de las organizaciones opositoras tenía como objetivo, además de la obtención de información de inteligencia, el sabotaje a la organización de actividades públicas como marchas y mítines, en los cuales actuaban de manera extremista para generar en la opinión pública la imagen que los estudiantes organizados eran violentos o bien, suscitar una excusa para que la policía o el ejército actuaran en contra de ellos.
Desde la década de los treinta existió una rivalidad deportiva entre los equipos de futbol de la UNAM y el IPN (el llamado Clásico Poli-Universidad) que derivó en una manifestación social debido a que los estudiantes del IPN provenían en lo general de un sustrato rural y obrero que, tradicionalmente politizados a la izquierda, fueron cooptados rápidamente por distintos órganos ligados al Partido Revolucionario Institucional (PRI). Por otro lado el estudiantado de la UNAM provenía en su mayoría de las clases medias, a pesar de politizarse y albergar en sus muros a diferentes facciones marxistas que criticaron fuertemente al Partido Comunista de México (PCM) y a la Juventud Comunista de México (JCM)". Los grupos porriles de la UNAM y del IPN —que existen en la época actual— desde su creación fomentaron y continuaron entre sus agremiados dicha rivalidad entre la UNAM y el IPN como motivo de sus grescas.
La DFS tiene registro de peleas entre estudiantes del IPN y la preparatoria Isaac Ochoterena, una escuela privada pequeña e incorporada a la UNAM ubicada en la calle de Lucerna número 35, en los primeros meses del año 1968. En dichas peleas la policía no intervino.

## Cronología

### Lunes 22 de julio
En la plaza de la Ciudadela, en el Centro Histórico de la Ciudad de México, estudiantes de las vocacionales 2 y 5 del IPN protagonizaron una pelea en contra de estudiantes de la preparatoria Ochoterena presuntamente por rencillas después de un partido callejero de futbol americano ("tochito", como se denomina en México a dichos juegos). Las vocacionales 2 (ubicada en ese entonces en las calles Tresguerras y Tolsá), 5 y la preparatoria Ochoterena están separadas por unas cuadras de distancia de la plaza en donde se dio la pelea. Los preparatorianos serían los más afectados, ya que el grupo del IPN apedreó la preparatoria y el propio plantel sufrió daños.

### Martes 23 de julio
Aproximadamente a las 10:15 de la mañana estudiantes de las preparatorias 2, 4 y 6 de la Universidad Nacional Autónoma de México vuelven a la vocacional 2 y la apedrean y golpean a estudiantes de la misma en represalia al ataque a la preparatoria Isaac Ochoterena. Al enfrentamiento acuden los grupos de porros que se sabría tenían vínculos con el PRI y la policía del Distrito Federal, tanto del IPN como de la UNAM, haciendo presencia sus líderes como Sergio Mario Romero Ramírez "El Fish" (UNAM) y Santiago Alfonso Torres Saavedra "El Johny" (IPN); integrantes de las pandillas "Los ciudadelas" y "Los arañas" que operaban delictivamente en la zona de la Ciudadela asaltando y robando, así como golpeadores identificados por testigos como no estudiantes. Se tienen testimonios de que dichos grupos externos así como los líderes porriles provocan y azuzan a los estudiantes a la agresión. Profesores de la vocacional 2 pedían a los estudiantes politécnicos meterse de nuevo al plantel. Los enfrentamientos se extienden a la avenida Bucareli y las calles Versalles, Tres Guerras, Abraham González y Lucerna.
Debido a la pelea al lugar acude el 19 batallón de granaderos de la policía de la Ciudad de México, al mando del Capitán Manuel Robles. Luego de permanecer expectantes de la pelea, cuando los del IPN se marchan hacia su escuela los elementos policiacos los provocan y azuzan, suscitándose un enfrentamiento entre estudiantes del IPN y la policía en la esquina de las calles Abraham González y Lucerna. En respuesta la policía los enfrenta y persigue hasta la vocacional 5, a donde ingresan sin una orden judicial a la vocacional 2 y ahí dentro hace uso excesivo de la fuerza, golpeando y deteniendo estudiantes y profesores, lanzando gas lacrimógeno y destruyendo mobiliario del IPN.
La policía del DDF declararía a los medios de comunicación que la intervención se suscitó a petición de los propios estudiantes y profesores del IPN, lo cual fue negado por los mismos funcionarios.

## Consecuencias
La brutalidad policiaca a estudiantes y profesores del IPN indignó a otros compañeros suyos de vocacionales y escuelas superiores, lo cual inició movilizaciones de protesta. Por ello estudiantes de distintas escuelas del IPN organizados en asambleas presionaron a la Federación Nacional de Estudiantes Técnicos (FNET, aliada al gobierno) a organizar una marcha en protesta por la represión. Dicha marcha se convocó para el 26 de julio de 1968 de la Plaza de la Ciudadela al Casco de Santo Tomás. El DDF otorgó el permiso para la marcha, advirtiendo a los organizadores que había posibilidades de que hubiera infiltrados en la manifestación.

## Interpretaciones posteriores
Las fuentes disponibles en la época hablaron sobre un "pleito entre pandillas", una "zacapela" o un conflicto entre jóvenes derivado de rencillas por rivalidades a causa del futbol americano. Informaciones posteriores refieren que en los enfrentamientos participaron agresores infiltrados y grupos de porros con vínculos con el gobierno del entonces Distrito Federal y el gobierno mexicano. Según conclusiones de la FEMOSPP por evidencias posteriores "la provocación del Cuerpo de Granaderos, la participación de dirigentes porros –que no eran simples golpeadores- en el conflicto, y la participación de pandillas que tenían nexos con políticos del sistema aportan indicios para interpretar que este conflicto intrascendente fue alentado por algún interés político para trastornar el ambiente".